# Hyloxalus
Hyloxalus ist eine Gattung der Hyloxalinae, einer Unterfamilie von Froschlurchen aus der Familie der Baumsteigerfrösche. Die Gattung umfasst mehr als 60 Arten, die im nordwestlichen Südamerika und Panama beheimatet sind.

## Merkmale
Synapomorphien sind ausschließlich von einzelnen Positionen verschiedener DNA-Sequenzen bekannt. Die Färbung des Rückens ist meistens kryptisch braun, grau oder schwarz, nur bei Hyloxalus azureiventris ist sie auffälliger. Ein blasser diagonaler Seitenstreifen ist vorhanden, während ein dorsolateraler (seitlich am Rücken) und ein ventrolateraler (seitlich am Bauch) Streifen meistens fehlen. Die Haut des hinteren Rückens weist eine körnige Textur auf. Schwimmhäute an den Zehen fehlen den meisten Arten, sind aber bei einigen Vertretern auch ausgedehnt vorhanden. Der dritte Finger erwachsener Männchen weist keine Schwellung auf. Der erste Finger ist kürzer als der zweite. Die Haftscheiben an den Fingern sind schmal bis mäßig ausgedehnt. Ein medianer Fortsatz auf der Zunge ist nicht vorhanden. Bei den Larven hat die Ummantelung der Kloake eine rechtsseitige Position und die Mundscheibe ist nicht schirmförmig. Die Tiere sondern keine lipophilen Alkaloide ab. Die Chromosomenzahl ist 2n = 24. Die Hoden der meisten Arten sind unpigmentiert. Die Kehle weist kein dunkles Band auf.

## Verbreitung
Hyloxalinae finden sich entlang der Pazifikküste von Panama bis Peru, in den Anden von Venezuela bis Peru, in den Ostausläufern der Anden von Bolivien bis Venezuela und im oberen Amazonasbecken.

## Lebensweise
Die Hyloxalinae sind terrestrische, tagaktive Bewohner des tropischen Regenwalds. Die Kaulquappen werden von erwachsenen Tieren beider Geschlechter auf dem Rücken transportiert. Sie wachsen in stehenden oder fließenden Gewässern am Boden heran.

## Gefährdung und Schutz
In der Roten Liste gefährdeter Arten der IUCN reicht die Einstufung von Arten der Gattung Hyloxalus von Least Concern (nicht gefährdet) bis hin zu Critically Endangered (vom Aussterben bedroht). Für eine Reihe von Arten liegen nicht genügend Daten vor.

## Systematik und Taxonomie
Die Gattung Hyloxalus beziehungsweise die Unterfamilie Hyloxalinae stellt innerhalb der Baumsteigerfrösche die Schwestergruppe der Dendrobatinae dar, ist also mit diesen näher verwandt als mit den Colostethinae. Die Einordnung von Hyloxalus in den Rang einer eigenen, zunächst monotypischen Unterfamilie wurde unter anderem vorgenommen, um sie typologisch von den auffällig gefärbten, giftigen Vertretern der Unterfamilie Dendrobatinae abzugrenzen. Außerdem war Hyloxalus durch den Einschluss zahlreicher zusätzlicher Arten, die in der Vergangenheit der Gattung Colostethus zugerechnet wurden, umfangreich geworden. Die Beschreiber der Unterfamilie Hyloxalinae diskutieren daher die Möglichkeit, zwei monophyletische Gruppen als eigene Gattungen von Hyloxalus abzuspalten, verzichten jedoch zunächst darauf, weil die verbleibende Restgruppe paraphyletisch gewesen wäre. Die Unterfamilie Hyloxalinae umfasste 2017 die Gattungen Ectopoglossus, Hyloxalus und Paruwrobates.

## Arten
Die Gattung umfasst 64 Arten. 
Stand: 28. Dezember 2022
- Gattung Hyloxalus Jiménez de la Espada, 1871
  - Hyloxalus abditaurantius (Silverstone, 1975)
  - Hyloxalus aeruginosus (Duellman, 2004)
  - Hyloxalus alessandroi (Grant & Rodriguez, 2001)[5]
  - Hyloxalus anthracinus (Edwards, 1971)
  - Hyloxalus arliensis Acosta-Galvis, Vargas-Ramírez, Anganoy-Criollo, Ibarra & Gonzáles, 2020[6]
  - Hyloxalus awa (Coloma, 1995)
  - Hyloxalus azureiventris (Kneller & Henle, 1985)
  - Hyloxalus betancuri (Rivero & Serna, 1991)
  - Hyloxalus bocagei Jiménez de la Espada, 1870
  - Hyloxalus borjai (Rivero & Serna, 2000)
  - Hyloxalus breviquartus (Rivero & Serna, 1986)
  - Hyloxalus cepedai (Morales, 2002)[4]
  - Hyloxalus cevallosi (Rivero, 1991)
  - Hyloxalus chlorocraspedus (Caldwell, 2005)
  - Hyloxalus chocoensis Boulenger, 1912
  - Hyloxalus craspedoceps (Duellman, 2004)[7]
  - Hyloxalus delatorreae (Coloma, 1995)
  - Hyloxalus edwardsi (Lynch, 1982)
  - Hyloxalus elachyhistus (Edwards, 1971)
  - Hyloxalus eleutherodactylus (Duellman, 2004)
  - Hyloxalus exasperatus (Duellman & Lynch, 1988)
  - Hyloxalus excisus (Rivero & Serna, 2000)
  - Hyloxalus faciopunctulatus (Rivero, 1991)
  - Hyloxalus fallax (Rivero, 1991)
  - Hyloxalus fascianiger (Grant & Castro-Herrera, 1998)
  - Hyloxalus felixcoperari Acosta-Galvis & Vargas Ramírez, 2018[8]
  - Hyloxalus fuliginosus Jiménez de la Espada, 1871
  - Hyloxalus idiomelus (Rivero, 1991)
  - Hyloxalus infraguttatus (Boulenger, 1898)
  - Hyloxalus insulatus (Duellman, 2004)
  - Hyloxalus italoi Páez-Vacas, Coloma & Santos, 2010[9]
  - Hyloxalus jhoncito Anganoy-Criollo, Viuche-Lozano, Enciso-Calle, Bernal-Bautista & Grant, 2022[10]
  - Hyloxalus lehmanni (Silverstone, 1971)
  - Hyloxalus leucophaeus (Duellman, 2004)
  - Hyloxalus littoralis (Péfaur, 1984)
  - Hyloxalus maculosus (Rivero, 1991)
  - Hyloxalus maquipucuna (Coloma, 1995)
  - Hyloxalus marmoreoventris (Rivero, 1991)
  - Hyloxalus mittermeieri (Rivero, 1991)
  - Hyloxalus mystax (Duellman & Simmons, 1988)
  - Hyloxalus nexipus (Frost, 1986)
  - Hyloxalus parcus (Rivero, 1991)
  - Hyloxalus patitae (Lötters, Morales & Proy, 2003)
  - Hyloxalus peculiaris (Rivero, 1991)
  - Hyloxalus peruvianus (Melin, 1941)
  - Hyloxalus pinguis (Rivero & Granados-Díaz, 1990)
  - Hyloxalus pulchellus (Jiménez de la Espada, 1875)
  - Hyloxalus pulcherrimus (Duellman, 2004)
  - Hyloxalus pumilus (Rivero, 1991)
  - Hyloxalus ramosi (Silverstone, 1971)
  - Hyloxalus ruizi (Lynch, 1982)
  - Hyloxalus saltuarius (Grant & Ardila-Robayo, 2002)
  - Hyloxalus sanctamariensis Acosta-Galvis & Pinzón, 2018[11]
  - Hyloxalus sauli (Edwards, 1974)
  - Hyloxalus shuar (Duellman & Simmons, 1988)
  - Hyloxalus sordidatus (Duellman, 2004)
  - Hyloxalus spilotogaster (Duellman, 2004)
  - Hyloxalus subpunctatus (Cope, 1899)
  - Hyloxalus sylvaticus (Barbour & Noble, 1920)
  - Hyloxalus toachi (Coloma, 1995)
  - Hyloxalus utcubambensis (Morales, 1994)
  - Hyloxalus vergeli Hellmich, 1940
  - Hyloxalus vertebralis (Boulenger, 1899)
  - Hyloxalus yasuni Páez-Vacas, Coloma & Santos, 2010[9]

Hyloxalus craspedoceps (Duellman, 2004) wurde aus der Gattung Allobates in der Familie Aromobatidae in die Gattung Hyloxalus transferiert, ebenso Hyloxalus cepedai. 2020 wurde auch Allobates allesandroi zu Hyloxalus gestellt. Hyloxalus argyrogaster (Morales & Schulte, 1993) gehört jetzt zu Colostethus. 2017 wurde Hyloxalus whymperi (Boulenger, 1882) in die wieder errichtete Gattung Paruwrobates transferiert.